# نیکو مینورو
نیکو مینورو (به انگلیسی: Nico Minoru) که به‌طور خلاصه تحت عنوان سیستر گریم شناخته می‌شود، یک شخصیت خیالی ابرقهرمان در کتاب‌های کامیک منتشر شده توسط مارول کامیکس است. این شخصیت توسط نویسنده برایان وان و طراح آدریان آلفونا خلق شده‌است که برای اولین بار در شمارهٔ ۱ از مجموعه کمیک فراری‌ها (ژوئیه ۲۰۰۳) حضور پیدا کرد. او دختر رابرت و تینا مینورو، از اعضای تیمی ابرشرور به نام «پراید» است که همچنین از رهبران غیررسمی تیم فراری‌ها به‌شمار می‌روند. نیکو چوب دستی جادویی در اختیار دارد که هر آرزویی را برآورده می‌کند، اما تنها یکبار. هرگاه نیکو خونریزی را تجربه می‌کند، این چوب دستی از سینهٔ او پدیدار می‌شود و به او اجازه اجرای جادو می‌دهد.
لیریکا اوکانو نقش شخصیت نیکو مینورو را در مجموعه تلویزیونی فراری‌ها ایفا کرده‌است.